# 三角湖站
三角湖站位于中华人民共和国湖北省武汉市汉阳区，是武汉地铁3号线的地铁车站，该站在规划阶段名为“升官渡站”，距离升官渡实际位置较远，故更现名。车站设有与升官渡停车场的联络线。

## 车站结构
位于龙阳大道上，与三环线三角湖立交以北处，沿龙阳大道方向布置，为地下两层岛式车站。

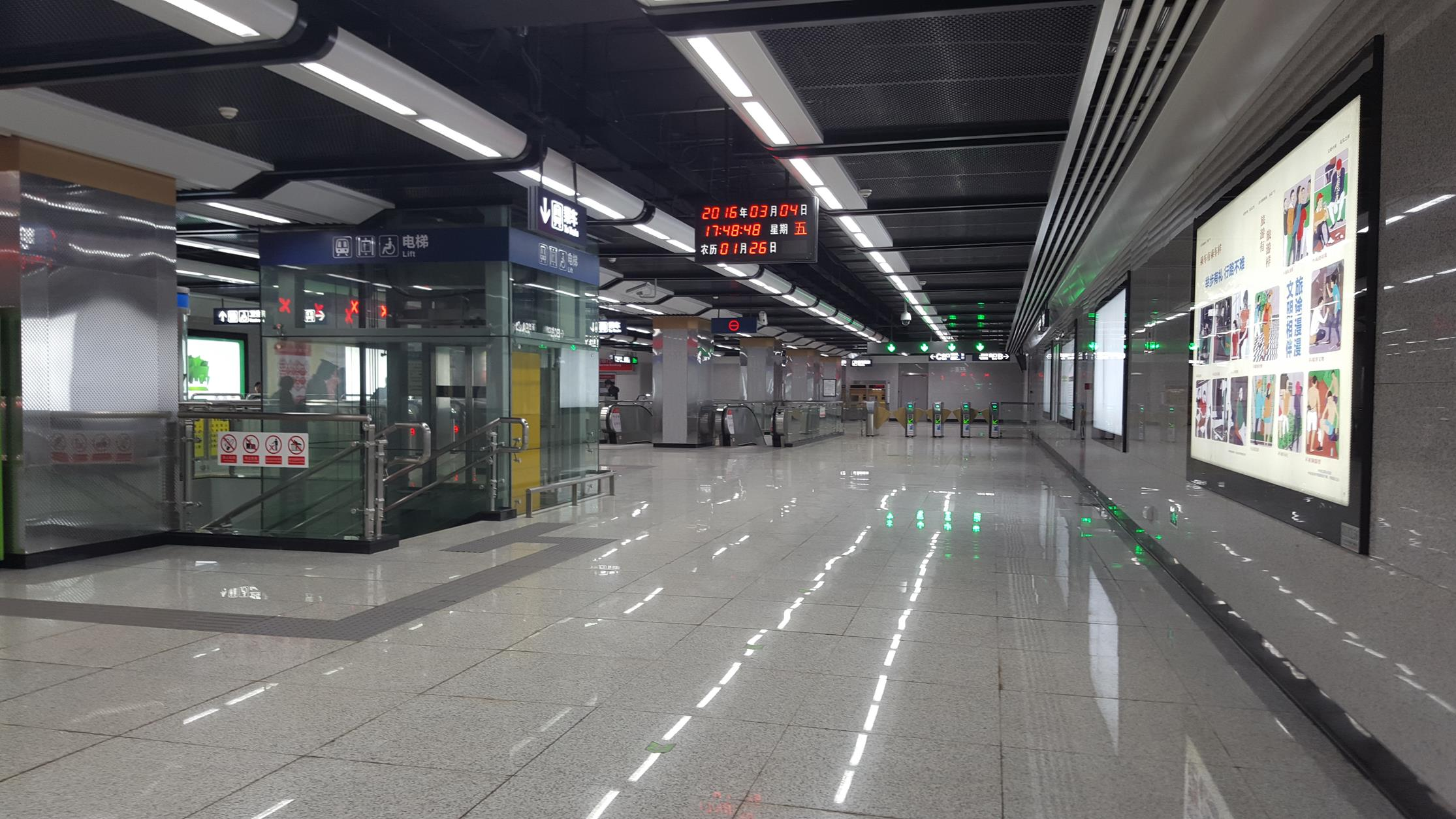
站廳層

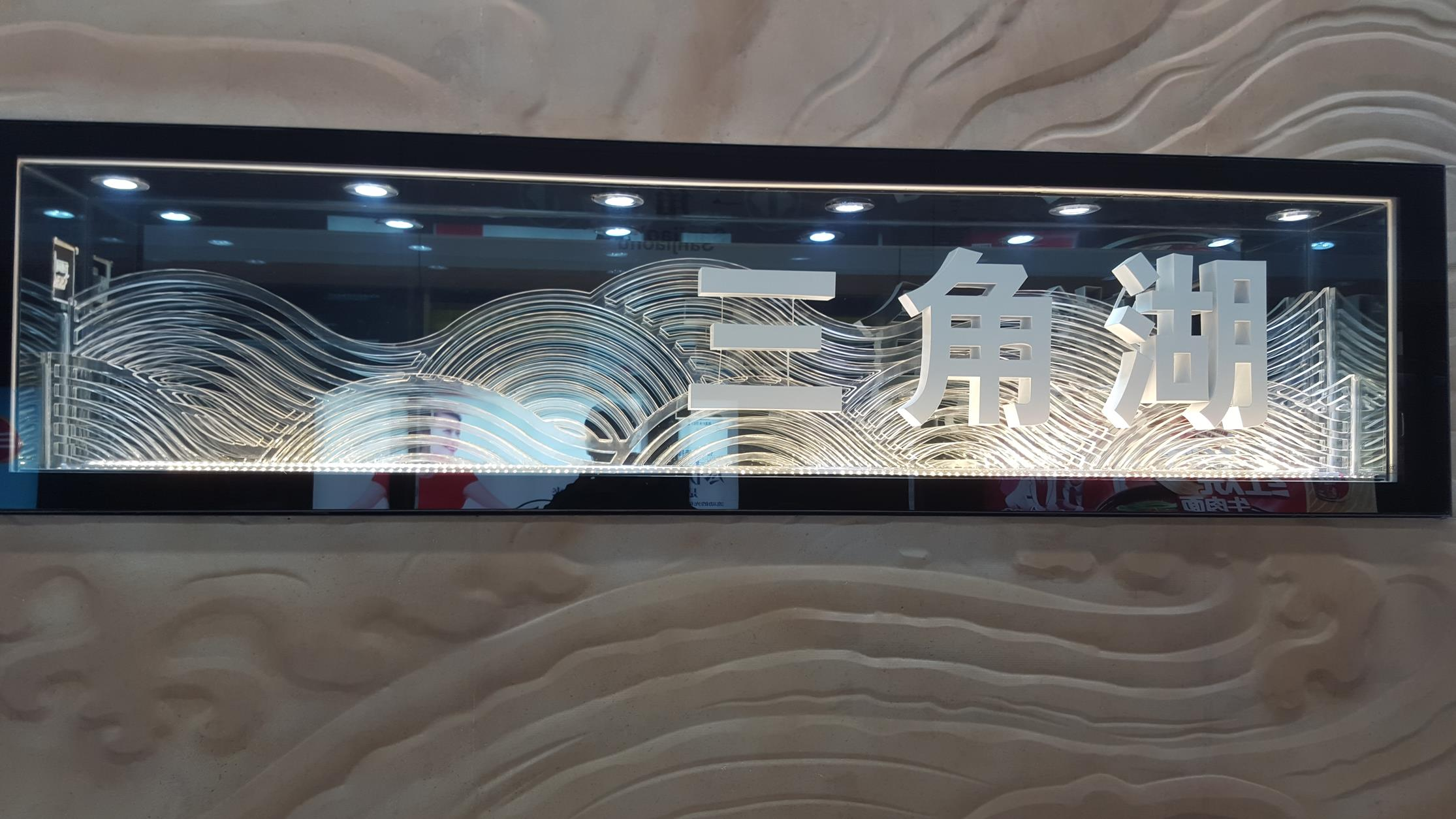
立體站名

### 楼层分布
| 地面     | 地面               | 出入口                               |  |  |
| 地下一层 | 站厅               | 售票机、客服中心、武漢通充值、洗手間 |  |  |
| 地下二层 |                    | █ 3号线 往沌阳大道（体育中心）       |  |  |
|          | 岛式站台，左侧开门 |                                      |  |  |
|          |                    | █ 3号线 往宏图大道（汉阳客运站）     |  |  |

### 車站出口
|                                                 |      |      | |
| 出口編號                                        | 設施 | 照片 | 建議前往的目的地                                                                                   |
| A                                               |      |      | 東風大道 太子湖北路、育才小學開發區分校（西區）、中國建設銀行、人信·奧林花園、五環苑小區、新民社區 |
| B                                               |      |      | 東風大道 太子湖北路、武漢實驗外國語學校、金橋·太子湖1號、普天居賢院、觀瀾太子湖                    |
| C                                               |      |      | 東風大道 中國工商銀行、中百倉儲、金色港灣                                                          |
| D                                               |      |      | 東風大道 中國郵政儲蓄銀行、漢口銀行、金利屋大廈、金色港灣                                          |
| 注： 設有升降機 \| 設有輪椅升降台 \| 設有洗手間 |      |      | |

### 内部链接
- 武汉地铁车站列表